# São Miguel de Machede
São Miguel de Machede é uma vila portuguesa sede da Freguesia de São Miguel de Machede do Município de Évora, freguesia com 81,53 km² de área e 688 habitantes (censo de 2021), tendo, assim, uma densidade populacional de 8,4 hab./km².
A povoação de São Miguel de Machede foi elevada à categoria de vila pela lei n.º 1519, de 29 de Dezembro de 1923, juntamente com a também povoação eborense de São Manços.
A freguesia é antiga, tendo, ao que parece, sido desmembrada da vizinha freguesia de Nossa Senhora de Machede, em período anterior ao século XVI, pois dessa época são os traços arquitectónicos mais antigos da igreja paroquial de São Miguel Arcanjo.
Fazem também parte desta freguesia os aglomerados populacionais de Courelas da Toura, Foros do Queimado e Foros das Pombas.
A Herdade de Machede foi deixada ao Cabido por D. Constança Martins, em 1300.
Encontra-se no Arquivo do Cabido da Sé de Évora, em códice escrito em 1424, a primeira referência a São Miguel.
Durante décadas, o seu território pertenceu à área de Nossa Senhora de Machede, sendo a Paróquia institucionalizada no séc. XVI.
Hoje a população trabalha maioritariamente na cidade de Évora.

## Demografia
A população registada nos censos foi:
| Distribuição da População por Grupos Etários | Distribuição da População por Grupos Etários | Distribuição da População por Grupos Etários | Distribuição da População por Grupos Etários | Distribuição da População por Grupos Etários |
| -------------------------------------------- | -------------------------------------------- | -------------------------------------------- | -------------------------------------------- | -------------------------------------------- |
| Ano                                          | 0-14 Anos                                    | 15-24 Anos                                   | 25-64 Anos                                   | > 65 Anos                                    |
| 2001                                         | 131                                          | 125                                          | 433                                          | 294                                          |
| 2011                                         | 81                                           | 82                                           | 414                                          | 217                                          |
| 2021                                         | 59                                           | 50                                           | 372                                          | 207                                          |